# D. Szabó Károly
D. Szabó Károly, Déli Szabó Károly (Ócsa, 1924. január 18. – Budapest, 1959. január 14.) magyar földműves, az 1956-os forradalom idején a Pest megyei Gyón községben létrejött Nemzeti Bizottság elnökhelyettese. A helyi forradalmi eseményekben való részvételéért kivégezték. 

## Élete

### 1956 előtt
Ócsán született Szabó István és Barizs G. Margit fiaként; szülei földművelésből éltek, 40 holdon gazdálkodtak feles bérlőként. Ő maga hat elemi iskolai osztályt végzett a szülőfalujában, majd szülei mellett kezdett dolgozni. 1943-ban a fővárosban kapott állást – villamoskalauz lett –, és nem sokkal később belépett az Egyesült Keresztény Párt ifjúsági szervezetébe. Családja időközben előbb Vasadra, majd Gyónra költözött, ahol szintén bérelt földön gazdálkodtak tovább.
1944-ben házasságot kötött a gyóni Sziráki Máriával, de továbbra is Budapesten maradt: egészen a főváros ostromának végéig a Pozsonyi utcában laktak. A háború után Gyónra költöztek, ahol az asszony szüleitől kapott, néhány holdnyi termőföldön gazdálkodtak. Tehetséget mutatott az állatokkal való foglalkozás és a növénytermesztés terén is, de a legjobb érzéke a terménykereskedéshez volt. Megnyerő modora, talpraesettsége révén könnyen szót tudott érteni bárkivel, kiterjedt kapcsolatrendszere segítségével pedig szinte bármit meg is tudott szerezni, amire a hozzá fordulónak szüksége volt. Érdekelték a falu és a környék eseményei is, de politikai pártnak 1945 után nem volt tagja.

### A forradalom idején
Az 1956-os forradalom fővárosi eseményeinek hírei napokon belül eljutottak Gyónra is, ahol október 28-án tartottak népgyűlést a zsúfolásig telt művelődési házban. A gyűlésen megalakították a Nemzeti Bizottságot, aminek elnökévé Kalmár László tanítót, korábbi jegyzőt, elnökhelyettesévé pedig őt választották. Kalmár főként a falu működtetésének adminisztratív teendőit vállalta magára, így a gyakorlati teendők mind a helyettesére hárultak, ezáltal pedig sok falubeli azt hitte, hogy valójában D. Szabó a bizottság első embere.
A következő napokban szerepet vállalt a dabasi járási Nemzeti Bizottság megalakításában, a helyi Nemzetőrség megszervezésében, a faluban fellelhető fegyverek begyűjtésében, illetve két helyben lakó ÁVH-s tiszt letartóztatásában. Utóbbiakat kihallgatták, majd egyetlen napi fogva tartást követően átkísérték a járás székhelyére, Dabasra. Gondolt a budapesti forradalmárok támogatására is: egy teherautóra való segélyszállítmányt állított össze élelmiszer-adományokból, és küldött el a pesti megyeházára.
November 4. után is benne maradt a falu vezetésében, e minőségében nyugalomra intett mindenkit és arra törekedett, hogy Gyónon ne kerüljön sor számottevő tettlegességre. Bár a Nemzetőrséget a szovjet katonai erők kíséretében Gyónra érkező járási pártfunkcionárius, Biksza Miklós lefegyverezte, néhány napon belül, a közbiztonság fenntartása céljából újraszervezték azt, illetve még egy jó hónapig tovább működött a Nemzeti Bizottság is. Megszüntetését a felsőbb szervek csak decemberben mondták ki, az erről szóló rendelkezést december 10-én délelőtt kézbesítette egy három tagú – ugyancsak Biksza által vezetett – járási küldöttség; D. Szabó az aláírásával igazolta, hogy az iratot átvette és tudomásul vette.
Bikszának a faluban való megjelenése ettől függetlenül indulatokat válthatott ki az érkezését észlelő falubeliekben, mert a tanácsházán szóváltás alakult ki utóbbiak egy része és a járási funkcionárius között. A veszekedésből tettlegesség alakult ki, amitől néhányan – köztük D. Szabó is – védeni próbálták Bikszát, de az eseménysor végkifejlete – már kint az utcán, több sarokra a községházától, tehát olyan helyen, ahol D. Szabó jelen sem volt – a férfi erőszakos halála lett.

### Megtorlás
D. Szabó megérezhette, hogy mint olyasvalakinek, aki a forradalom alatt szerepet vállalt a falu vezetésében, s aki ráadásul a Biksza halálához vezető történések egy részének még szereplője is volt, van félnivalója a várható megtorlástól. Így amire aznap este karhatalmisták zárták le a települést, ő eltűnt Gyónról, és – ismerősei segítségével – több, mint nyolc hónapon át eredményesen bujkált az üldözők elől. A hatóságok csak hosszadalmas operatív nyomozás végén tudták elfogni, oly módon, hogy Pestre csalták a politikai rendőrség egy ügynöke útján, aki elhitette vele, hogy új munkavállalásához (egy mosoni állattartó telepen akart elhelyezkedni, remélve, hogy ott kikerül a hatóságok látóköréből) csak a fővárosban tudja elintézni a munkakönyvét érintő teendőket.
1957. augusztus 17-i elfogását követően büntetőeljárás indult vele szemben, melynek során a terhére rótt vádakat következetesen tagadta, illetve a kihallgatott tanúk közül sem tett rá senki terhelő vallomást. A hatóságoknak ezen ügy kapcsán tanúsított – egyenesen Kádár János által sugalmazott – példátlan szigora azonban őt sem kerülhette el: a Pest Megyei Bíróság Major Miklósné vezette népbírósági tanácsa első fokon a népi demokratikus államrend megdöntésére irányuló szervezet vezetésének vádjával életfogytiglani börtönbüntetésre ítélték, a Legfelsőbb Bíróság Borbély János által vezetett Népbírósági Tanácsa pedig másodfokon ugyanezért halálbüntetéssel sújtotta.
Az 1959. január 12-én kimondott jogerős ítéletet két nap múlva, 14-én hajtották végre – ezzel ő lett, a már korábban kivégzett Balla Pál, Harmincz István és Lakos János után a forradalom negyedik gyóni áldozata –, majd az Új köztemető 301-es parcellájában temették el. Ott a bizonyára keményre fagyott földben meglehetősen kis mélységben tudták csak elföldelni, ami a rendszerváltás idején  elvégzett exhumálásakor nagyban segítette a beazonosítását. Exhumálása után emelt síremlékét a 301-es parcella 19. sorában helyezték el, sírhelye a Nemzeti Emlékhely és Kegyeleti Bizottság döntése alapján a Nemzeti sírkert része lett.

## Emlékezete
- A rendszerváltást követő években az akkorra már Dabashoz csatolt Gyónon, valamint a szülőhelyén, Ócsán is utcát neveztek el róla.
- 1993. október 23. óta közös emlékmű is megörökíti a négy gyóni ötvenhatos kivégzett nevét, a településrész központjában.